# Georgetown (Colorado)
Georgetown es un pueblo ubicado en el condado de Clear Creek en el estado estadounidense de Colorado. En el año 2010 tenía una población de 1034 habitantes y una densidad poblacional de 382,9 personas por km².

## Geografía
Georgetown se encuentra ubicada en las coordenadas 39°42′45″N 105°41′45″O / 39.71250, -105.69583.

## Demografía
Según la Oficina del Censo en 2000 los ingresos medios por hogar en la localidad eran de $42 969, y los ingresos medios por familia eran $53 333. Los hombres tenían unos ingresos medios de $35 952 frente a los $28 068 para las mujeres. La renta per cápita para la localidad era de $25 180. Alrededor del 6.2% de la población estaba por debajo del umbral de pobreza.